# 日本ソムリエ協会
一般社団法人日本ソムリエ協会（にほんソムリエきょうかい、英: JAPAN SOMMELIER ASSOCIATION、略称: J.S.A）は、ワインを中心とした飲料の普及、ソムリエ等の接遇技術の向上、食品衛生の向上を目的とした団体である。

## 概要
1969年に飯島勲によって、「飲料販売促進研究会」として設立。1976年に改称され「日本ソムリエ協会」となり、1985年11月1日に社団法人化して「社団法人日本ソムリエ協会」となり、現在は一般社団法人日本ソムリエ協会として今日に至る。
会長は田崎真也である(2024年7月時点)。
入会に当たっては、理事会の規定に従って申し込みを行う必要があるが、ソムリエ等の資格を有している必要は特にない。

## 資格試験・検定
ワインを中心とした飲料の普及、ソムリエ等の技術の向上という目的により、民間資格試験の実施を行っている。

### 呼称資格認定試験
呼称資格認定試験(農林水産省後援)の受験資格
- ソムリエ - アルコール飲料を提供する飲食サービス業等の当該職務を通算3年以上経験し、第1次試験日においても従事している人
- ソムリエ・エクセレンス - 上記資格試験に合格後3年め以降であり、かつ、職務経験が10年以上の人
- ワインエキスパート - 職務経験不問
- ワインエキスパート・エクセレンス - 職務経験不問。ワインエキスパート資格認定後5年め以降かつ30歳以上の人

### ワイン検定
- ワイン検定ブロンズクラス
- ワイン検定シルバークラス

## 著名な役員
- 田崎真也 - 1995年世界ソムリエコンクール優勝
- 笹尾勝義 - 常務理事
- 石田博- 2000年世界ソムリエコンクール第3位

## 脚註
1. ↑  飯島勲氏に仏勲章 親善への貢献たたえ東京新聞（共同通信） 2016年11月4日